# Santiago Romero
Santiago Ernesto Romero Fernández (Montevideo, Uruguay, 15 de febrero de 1990) es un futbolista uruguayo. Juega como mediocentro defensivo en el  Danubio Fútbol Club de la Primera División de Uruguay.

## Trayectoria
Santiago Romero llegó a Nacional en 2009, para formar parte de los planteles juveniles del club. Fue ascendido al plantel principal en 2010.
Romero es el futbolista que anotó, el primer gol de la historia de la Copa Libertadores sub-20, a los 15 minutos del partido entre Nacional y Libertad, resultado que culminaría 1 a 0 a favor de los tricolores, disputado el 10 de junio de 2011 en el Estadio Monumental de Lima. Volvió a convertir en el segundo partido ante Jorge Wilstermann de Bolivia.
Debutó en el fútbol profesional el 2 de mayo de 2010, en la victoria 3 a 1 de Nacional sobre Cerrito, por el Torneo Clausura 2010. Romero fue convocado por el entrenador de Nacional Eduardo Acevedo, para ingresar a los 75 minutos del partido, sustituyendo a Matías Cabrera.

### Deportes Iquique
En el año 2013 es enviado en calidad de cesión por un año al Deportes Iquique de la Primera División de Chile, equipo en el que logra sumar minutos en el mediocampo, así como también varios goles; logrando la obtención de la Copa Chile.

### Vuelta a Nacional
En julio del 2014 vuelve a Nacional. 

### Rosario Central
En 2017 pasa a préstamo por un año a Rosario Central de la Primera División de Argentina.

### Vuelta nuevamente a Nacional
En 2018 debido a los pocos minutos en el Canalla acordó su regreso al equipo de Montevideo, en diciembre del mismo año Nacional resolvió no renovar su vínculo contractual.

### Fortaleza
En 2019 es fichado por un año a Fortaleza de la Serie A de Brasil, el primer día del 2020 se acabó su contrato y el club decidió no renovarlo.

### Rentistas
En 2020 es fichado por un año a Rentistas de la Primera División de Uruguay.

### O'Higgins
A Mediados de 2020, se va a Chile para juagar en O'Higgins de la 1.ª

### Liverpool
En 2022 se va al Liverpool

## Estadísticas
| Club | Div                 | Temp.               | Liga  | Liga  | Copas nacionales(1) | Copas nacionales(1) | Copas internacionales(2) | Copas internacionales(2) | Total | Total |
| Club | Div                 | Temp.               | Part. | Goles | Part.               | Goles               | Part.                    | Goles                    | Part. | Goles |
| --- | ------------------- | ------------------- | ----- | ----- | ------------------- | ------------------- | ------------------------ | ------------------------ | ----- | ----- |
| Nacional · Uruguay | 1.ª                 | 2009-10             | 1     | 0     | —                   | —                   | 0                        | 0                        | 1     | 0     |
| Nacional · Uruguay | 1.ª                 | 2011-12             | 3     | 0     | —                   | —                   | 4                        | 0                        | 7     | 0     |
| Nacional · Uruguay | 1.ª                 | 2012-13             | 8     | 0     | —                   | —                   | 8                        | 0                        | 16    | 0     |
| Nacional · Uruguay | 1.ª                 | 2014-15             | 24    | 1     | —                   | —                   | 2                        | 0                        | 26    | 1     |
| Nacional · Uruguay | 1.ª                 | 2015-16             | 25    | 4     | —                   | —                   | 13                       | 2                        | 38    | 6     |
| Nacional · Uruguay | 1.ª                 | 2016                | 12    | 2     | —                   | —                   | -                        | -                        | 12    | 2     |
| Nacional · Uruguay | 1.ª                 | 2017                | 14    | 1     | 4                   | 0                   | 6                        | 0                        | 24    | 1     |
| Nacional · Uruguay | 1.ª                 | 2018                | 28    | 3     | 1                   | 0                   | 15                       | 2                        | 44    | 5     |
| Nacional · Uruguay | Total               | Total               | 115   | 11    | 5                   | 0                   | 48                       | 4                        | 168   | 15    |
| Deportes Iquique · Chile | 1.ª                 | 2013-14             | 32    | 8     | 12                  | 2                   | 0                        | 0                        | 44    | 10    |
| Deportes Iquique · Chile | Total               | Total               | 32    | 8     | 12                  | 2                   | 0                        | 0                        | 44    | 10    |
| Rosario Central Argentina | 1.ª                 | 2017-18             | 6     | 0     | 4                   | 0                   | 0                        | 0                        | 10    | 0     |
| Rosario Central Argentina | Total               | Total               | 6     | 0     | 4                   | 0                   | 0                        | 0                        | 10    | 0     |
| Fortaleza · Brasil | 1.ª                 | 2019                | 4     | 0     | 4                   | 0                   | 0                        | 0                        | 4     | 0     |
| Fortaleza · Brasil | Total               | Total               | 4     | 0     | 0                   | 0                   | 0                        | 0                        | 4     | 0     |
| Rentistas · Uruguay | 1.ª                 | 2020                | 13    | 0     | 0                   | 0                   | 0                        | 0                        | 13    | 0     |
| Rentistas · Uruguay | Total               | Total               | 13    | 0     | 0                   | 0                   | 0                        | 0                        | 13    | 0     |
| O'Higgins · Chile | 1.ª                 | 2020                | 15    | 0     | 0                   | 0                   | 0                        | 0                        | 15    | 0     |
| O'Higgins · Chile | 1.ª                 | 2021                | 23    | 0     | 1                   | 0                   | 0                        | 0                        | 24    | 0     |
| O'Higgins · Chile | Total               | Total               | 38    | 0     | 1                   | 0                   | 0                        | 0                        | 39    | 0     |
| Liverpool · Uruguay | 1.ª                 | 2022                | 0     | 0     | 0                   | 0                   | 0                        | 0                        | 0     | 0     |
| Liverpool · Uruguay | Total               | Total               | 0     | 0     | 0                   | 0                   | 0                        | 0                        | 0     | 0     |
| Total en su carrera | Total en su carrera | Total en su carrera | 208   | 19    | 22                  | 2                   | 48                       | 4                        | 278   | 25    |
| (1) Incluye datos de Copa Chile (2013-14), Supercopa de Chile (2014), Supercopa Uruguaya (2018) . (2) Incluye Copa Sudamericana (2012-15-18) y Copa Libertadores (2012-18). |                     |                     |       |       |                     |                     |                          |                          |       |       |

## Palmarés

### Campeonatos nacionales
| Título              | Equipo           | País      | Año     |
| ------------------- | ---------------- | --------- | ------- |
| Torneo Clausura     | Nacional         | Uruguay   | 2011    |
| Campeonato Uruguayo | Nacional         | Uruguay   | 2010-11 |
| Torneo Apertura     | Nacional         | Uruguay   | 2011    |
| Campeonato Uruguayo | Nacional         | Uruguay   | 2011-12 |
| Copa Chile          | Deportes Iquique | Chile     | 2014    |
| Torneo Apertura     | Nacional         | Uruguay   | 2014    |
| Campeonato Uruguayo | Nacional         | Uruguay   | 2014-15 |
| Campeonato Uruguayo | Nacional         | Uruguay   | 2016    |
| Torneo Intermedio   | Nacional         | Uruguay   | 2017    |
| Copa Santa Fe       | Rosario Central  | Argentina | 2017    |
| Torneo Apertura     | Nacional         | Uruguay   | 2018    |
| Torneo Intermedio   | Nacional         | Uruguay   | 2018    |
| Campeonato Cearense | Fortaleza        | Brasil    | 2019    |
| Torneo Apertura     | Rentistas        | Uruguay   | 2020    |
| Torneo Apertura     | Liverpool        | Uruguay   | 2022    |